# معلومات مغلوطة عن جائحة كورونا من قبل الحكومات
خلال جائحة فيروس كورونا في جميع أنحاء العالم، بدأ العديد من الناس بنشر بيانات ومعلومات خاطئة أو غير مؤكدة. وشمل ذلك سياسيين ومسؤولين حكوميين من إدارات في عدة دول. كانت المعلومات المضللة حول الفيروس، ومنشأه، وكيفية انتشاره، وطرق الوقاية منه، وعلاجه. قلل البعض من خطر الجائحة، وأدلوا بتصريحات كاذبة حول التدابير الوقائية ومعدلات الوفيات والاختبارات داخل بلدانهم. ونشر البعض معلومات خاطئة عن لقاح كوفيد-19. وأدى تغيير السياسات إلى حدوث ارتباك وساهم في انتشار المعلومات المضللة. مثلًا، لم تشجع منظمة الصحة العالمية (WHO) في الأصل استخدام أقنعة الوجه من قبل عامة الناس في أوائل عام 2020، ونصحت «إذا كنت بصحة جيدة، فأنت بحاجة فقط إلى ارتداء قناع إذا كنت تعتني بشخص يشتبه في أن لديه عدوى فيروس كورونا»، على الرغم من أن منظمة الصحة العالمية غيرت نصائحها لاحقًا لتشجيع الناس على ارتداء أقنعة الوجه.

## الأرجنتين
اتُهم الرئيس الأرجنتيني ألبرتو فرنانديز ووزير الصحة جينيس غارسيا بنشر معلومات مضللة تتعلق بفيروس كورونا عدة مرات.
وأوصى فرنانديز في مقابلة إذاعية بتناول المشروبات الدافئة لأن «الحرارة تقتل الفيروس». أثبتت الدراسات العلمية أن هذه المعلومات خاطئة. قال فرنانديز، ردًا على الانتقادات، في وقت لاحق: «إن الفيروس يموت، وفقًا لجميع التقارير الطبية في العالم، عند 26 درجة مئوية. كانت الحرارة في الأرجنتين نحو 30 درجة مئوية، لذلك سيكون من الصعب على الفيروس البقاء حيًا». وأضاف في وقت لاحق: «منظمة الصحة العالمية توصي بشرب المشروبات الدافئة لأن الحرارة تقتل الفيروس»؛ ولكن لم توصي منظمة الصحة العالمية بذلك على الإطلاق.
في يونيو، في مؤتمر صحفي، صرح حاكم مقاطعة بوينس آيرس، أكسل كيسيلوف، زوراً أن إسبانيا كانت في حالة إغلاق صارم للغاية في ذلك الوقت. بعد ساعات قليلة، نفت السفارة الإسبانية في الأرجنتين ذلك.

## البرازيل
حاول الرئيس البرازيلي جايير بولسونارو علانية إجبار حكومات الولايات والبلديات على إلغاء إجراءات العزل الاجتماعي، التي بدأت بإطلاق حملة ضد الإغلاق تسمى «o Brasil não pode parar» (البرازيل لا تستطيع التوقف). وقد تلقت الحملة رد فعل عنيفًا من وسائل الإعلام والناس على حد سواء، وحُظرت الحملة من قبل قاضي المحكمة العليا.
لاحظ بعض المحللين أن مواقف بولسونارو تحاكي مواقف الرئيس الأمريكي دونالد ترامب، الذي حاول أيضًا التقليل من شأن الجائحة ثم ضغط على الدول للتخلي عن التباعد الاجتماعي.

## كمبوديا
قلل رئيس الوزراء الكمبودي هون سين من خطر الفيروس وطالب الناس بعدم ارتداء أقنعة الوجه خلال مؤتمر صحفي أثناء التفشي الأولي للمرض في الصين.

## الصين
شاركت الحكومة الصينية في التضليل للتغطية على ظهور فيروس كورونا في الصين والتلاعب بالمعلومات حول انتشاره في جميع أنحاء العالم. واحتجزت الحكومة كاشفي الفساد والصحفيين الذين زعمت أنهم ينشرون الشائعات، عندما كانوا يثيرون مخاوفهم علنًا بشأن نقل الأشخاص إلى المستشفى بسبب «مرض غامض» يشبه السارس.
من غير الواضح على من يقع اللوم في الإخفاق بالإبلاغ عن حالات الإصابة بفيروس كورونا في البداية، بسبب صعوبة تحديده على أنه فشل من قبل المسؤولين المحليين أو الوطنيين. ذكرت وكالة أسوشيتد برس أن «القمع السياسي المتزايد جعل المسؤولين أكثر ترددًا في الإبلاغ عن الحالات دون الحصول على ضوء أخضر واضح من السلطات الأعلى». وهناك تحقيقات جارية لمحاولة فهم ما حدث، بما في ذلك تحقيق من قبل منظمة الصحة العالمية التي ستحقق فيما عرفه مسؤولو ووهان وقت تفشي المرض.

## كوبا
زعم الرئيس الكوبي ميغيل دياز كانيل على تويتر أن دواء إنترفيرون ألفا الكوبي كان يستخدم لعلاج فيروس كورونا في الصين، في رابط إلى مقال كتبته صحيفة غرانما المملوكة للدولة. وأطلقت السفارة الصينية في كوبا الادعاءات ذاتها. نقلت العديد من منافذ الأخبار الأمريكية اللاتينية القصة، والتي نُقلت أيضًا على وسائل التواصل الاجتماعي، وتُرجمت الادعاءات إلى البرتغالية والفرنسية. في الواقع، صُنع الإنترفيرون من قبل شركة صينية، في الصين، باستخدام التكنولوجيا الكوبية، وكان قيد التجارب السريرية في الصين كعلاج محتمل، ولكن لم يُستخدم بشكل نشط على هذا النحو، مثلما اقترحت الادعاءات.

## مصر
علق موقع تويتر آلاف الحسابات المرتبطة بصحيفة الفجر، وهي مجموعة إعلامية مقرها مصر «تتلقى توجيهات من الحكومة المصرية» بهدف «تضخيم الرسائل التي تنتقد إيران وقطر وتركيا».

## إستونيا
في 27 فبراير عام 2020، قال وزير الداخلية الإستوني مارت هيلمي في مؤتمر صحفي حكومي إن الزكام سُمي بفيروس كورونا، وأنه لم يكن هناك شيء من هذا القبيل في شبابه. وأوصى بارتداء الجوارب الدافئة مع رقعات الخردل ونشر دهن الأوز على الصدر كعلاج للفيروس. وقال هيلمي أيضًا إن الفيروس سينتهي في غضون أيام قليلة إلى أسبوع، تمامًا مثل الزكام.

## إندونيسيا
طلب وزير الصحة تيراوان أغوس بوترانتو من المواطنين الاسترخاء وتجنب العمل الإضافي لتجنب الإصابة بالمرض، وادعى كذباً أن الإنفلونزا لديها معدل وفيات أعلى. دعت عدة منظمات مجتمع مدني إندونيسي إلى إقالته.

## إيران
قال المرشد الأعلى الإيراني آية الله علي خامنئي إن الولايات المتحدة صنعت «نسخة خاصة» من الفيروس «صُممت خصيصًا لإيران باستخدام البيانات الجينية للإيرانيين التي حصلوا عليها بوسائل مختلفة».
اتهمت البحرين إيران «بالعدوان البيولوجي الذي يجرمه القانون الدولي» من خلال الكذب حول مدى تفشي المرض في إيران.

## ماليزيا
ادعى وزير الصحة المعين حديثًا أدهم بابا كذباً خلال أول مقابلة تلفزيونية له في منصبه يوم 19 مارس أن شرب الماء الدافئ يمكن أن «يطرد» السارس-كوف-2، وسيقتل بحمض المعدة. انتشر المقطع على نطاق واسع وتلقى انتقادات كبيرة. وقد دحض مدير عام الصحة نور هشام عبد الله تصريحاته، الذي قال إن «وزارة الصحة تستند إلى الأدلة، سواء للعلاج أو الإدارة». تولى نور هشام لاحقًا اللقاءات الصحفية والقيادة خلال الجائحة في ماليزيا بعد تهميش بابا من قبل الحكومة لتصريحاته المبكرة.

## المكسيك
في أواخر مارس عام 2020، تعرضت الحكومة الفيدرالية المكسيكية لانتقادات شديدة بسبب استجابتها البطيئة لجائحة فيروس كورونا. واصل الرئيس أندريس مانويل لوبيس أوبرادور تنظيم التجمعات، والتعامل باللمس مع الجماهير، والتقليل من خطر الجائحة على صحة المكسيكيين والاقتصاد المكسيكي.

## ميانمار
شارك يو ماينت مغ كبير وزراء تانينثاري منشورًا بورميًا على الفيسبوك على حسابه ادعى خطأً أن تناول البصل هو وسيلة لمنع انتشار فيروس كورونا، وأن الحكومة الصينية كانت تشجع ذلك أثناء تفشي المرض.

## كوريا الشمالية
واصل المسؤولون الكوريون الشماليون الإبلاغ عن عدم وجود حالات مؤكدة في البلاد. أفيد أن الأطباء أُخبروا بعدم مناقشة فيروس كورونا لعدم الإضرار بسمعة كيم جونغ أون وصورته.

## روسيا
ذكرت مجموعة المراقبة التابعة للاتحاد الأوروبي إي يو فيرسز ديسإنفو EUvsDisinfo أن روسيا تروج ما يعتقدون أنه معلومات خاطئة تتعلق بجائحة السارس-كوف-2 من خلال «منافذ موالية للكرملين». في 18 مارس، شجب المتحدث الرئاسي الروسي ديمتري بيسكوف النتائج. شكك مارك غالوت، زميل كبير في معهد رويال يونايتد للخدمات، في هذه الادعاءات وكتب أنه «يبدو من الغريب أن يطلق الكرملين نفسه حملة تضليل في الوقت الذي يشن فيه بوضوح هجومًا بالقوة الناعمة على خلفية الجائحة».
وانتشرت نكتة على وسائل التواصل الاجتماعي تشير إلى أن الأسود أطلقت لإبعاد الناس عن الشوارع في موسكو كما لو كانت صحيحة.
انخرطت الحكومة الروسية في معلومات مضللة من خلال نشر أرقام حالات كاذبة وتعداد حالات وفاة، ومن خلال استبعاد الحالات التي لا تظهر عليها أعراض. 